# Марсел Карне
Марсел Карне (на френски: Marcel Carné) е френски режисьор.

## Биография
Роден е на 18 август 1906 г. в семейството на дърводелец. Майка му умира като е малък и не я помни. Известно време работи като застрахователен агент.
Карне е шокиран да види филма „Колелото“ на Абел Ганс и „Парижанка“ на Чарлз Чаплин. Впоследствие младият журналист Марсел Карне пише статии за тези филми, които „откриват за него нов свят“.
Той има интимна връзка с актьора Ролан Льосафер.
Марсел Карне умира на 90 години на 31 октомври 1996 г.

## Избрана филмография
| година | филм                    | оригинално заглавие        | бележки |
| ------ | ----------------------- | -------------------------- | ------- |
| 1938   | Кеят на мъглите         | Le Quai des brumes         |         |
| 1938   | Хотел „Север“           | Hôtel du Nord              |         |
| 1939   | Денят се ражда          | Le jour se lève            |         |
| 1945   | Децата на рая           | Les Enfants du paradis     |         |
| 1950   | La Marie du port        | La Marie du port           |         |
| 1965   | Три стаи в Манхатън     | Trois chambres à Manhattan |         |
| 1968   | Младите вълци           | Les jeunes loups           |         |
| 1971   | Престъпниците           | Les assassins de l'ordre   |         |
| 1974   | Великолепното гостуване | La merveilleuse visite     |         |